# ANOM
ANOM是由多国执法机构共同开发的智能手机通讯平台，属于缉捕圈套。2021年6月8日，执法部门通过代号“特洛伊之盾行动”（英語：Operation Trojan Shield）与“铁探长行动”（英語：Operation Ironside）抓获800余名犯罪嫌疑人、32吨毒品、250支枪、55辆豪车以及价值1.48亿美元的现金与加密货币。